# Egnasia incurvata
Egnasia incurvata là một loài bướm đêm trong họ Noctuidae.